# Élections au Sénégal
Les élections au Sénégal concernent la désignation du président et celle des députés au niveau national, ainsi que les conseils régionaux, municipaux et ruraux des différents collectivités territoriales issues de la décentralisation du pays.
Le Sénégal est l'un des premiers pays d'Afrique subsaharienne à avoir organisé une élection présidentielle pluraliste dès 1978  précédant ainsi les  principales vagues de transition démocratique des années 1990. Cette trajectoire s'est poursuivie avec la tenue régulière d'élections présidentielles et législatives, qui, en dépit de certaines tensions ont généralement permis de maintenir la stabilité institutionnelle du   pays.

## Système électoral

### Corps électoral
Le corps électoral est formé par les citoyens du Sénégal de plus de 18 ans ayant la pleine possession des droits civils et politiques.

### Commission électorale
Au Sénégal, l'administration des opérations électorales relève principalement du ministère de l'intérieur et de la commission électorale nationale autonome (CENA). D'autres institutions telles que le conseil constitutionnel, la cour d'appel de Dakar (CAD) et le Conseil national de régulation de l'audiovisuel (CNRA), interviennent également dans le processus électoral, bien que de manière plus indirecte ou ponctuelle.
Depuis 2005 la Commission électorale nationale autonome (CENA) est chargée de garantir la neutralité politique des élections.

### Élections présidentielles
Depuis le référendum constitutionnel sénégalais de 2016, les élections se tiennent tous les 5 ans. La Commission nationale de recensement des votes publie des résultats provisoires et le Conseil constitutionnel proclame les résultats définitifs.

### Élections législatives

#### Mode de scrutin
L'Assemblée nationale se compose de 150 députés élus pour un mandat de quatre ans selon un mode de scrutin mixte dans 45 circonscriptions électorales correspondant aux départements du Sénégal. 
- 90 sièges sont pourvus au scrutin majoritaire à un tour dans chacune des circonscriptions à raison d'1 à 5 sièges par circonscription, selon leur population.
- Les 60 sièges restants sont pourvus sur une liste nationale au Scrutin proportionnel plurinominal selon le système du quotient simple entre les listes de candidats des partis ou coalitions de partis ou indépendants. Dans ce dernier cas, les sièges restants après le premier décompte sont attribués suivant la règle du plus fort reste[5].

#### Aspects linguistiques
- (fr) Gouro Diall, Lexique des élections : français-fulfulde, Ministère de l'éducation de base, Direction nationale de l'alphabétisation fonctionnelle et de la linguistique appliquée, 1997
- (fr) Amadou Diallo, Vocabulaire des élections : wolof-français : suivi d'un index français-wolof, Université Cheikh Anta Diop de Dakar, Centre de linguistique appliquée de Dakar, 1997
- (fr) Fadiala Kamissoko, Lexique des élections : français-bambara, Ministère de l'éducation de base, Direction nationale de l'alphabétisation fonctionnelle et de la linguistique appliquée, 1997
- (fr) Cheikh Hamadou Kane, Lexique des élections : français-pulaar, Université Cheikh Anta Diop de Dakar, Centre de linguistique appliquée de Dakar, 1997